# Emperatriz de Uruguay
La Emperatriz de Uruguay (en inglés "Empress of Uruguay") es la geoda de amatista más grande del mundo con una altura de 3,27 metros, está abierta a lo largo y pesa 2,5 toneladas en su estado actual, fue descubierta en 2007 en el departamento de Artigas, Uruguay por la minera uruguaya Le Stage Minerals. Se estima que su valor es de US$ 190.000, aunque no está a la venta.
La geoda fue encontrada en una mina cercana a la ciudad de Artigas conocida por sus espectaculares geodas y amatistas. Fue extraída del basalto circundante en un proceso complicado que duró tres meses. Se dividió la parte superior para permitir ver el interior y se vendieron los cristales de amatista que había en la tapa. Se decidió dejar la mayor parte completa para exhibirla. Es parte de una exposición itinerante y ha sido expuesta en el Museo de Historia Natural de Estados Unidos, entre otros lugares.
La pieza se encuentra en exhibición al público en el museo The Crystal Caves localizado en Atherton, un pequeño pueblo del estado de Queensland en Australia. En 2011, mientras estaba en el Museo Crystal Cave la geoda sufrió daños cuando un turista sacó en secreto un pedazo del tamaño de una pelota de tenis.